# Argiope mascordi
Argiope mascordi là một loài nhện trong họ Araneidae.
Loài này thuộc chi Argiope. Argiope mascordi được Herbert Walter Levi miêu tả năm 1983.